# Dècada del 420
La dècada del 420 comprèn el període que va des de l'1 de gener del 420 fins al 31 de desembre del 429.

## Esdeveniments
- Aparició del nestorianisme
- Els vàndals arriben a l'Àfrica

## Personatges destacats
- Agustí d'Hipona
- Aeci
- Gal·la Placídia
- Rues
- Teodosi II